# Wellington (Utah)
Wellington is een plaats (city) in de Amerikaanse staat Utah, en valt bestuurlijk gezien onder Carbon County.

## Demografie
Bij de volkstelling in 2000 werd het aantal inwoners vastgesteld op 1666.
In 2006 is het aantal inwoners door het United States Census Bureau geschat op 1570, een daling van 96 (-5,8%).

## Geografie
Volgens het United States Census Bureau beslaat de plaats een oppervlakte van
9,1 km², geheel bestaande uit land. Wellington ligt op ongeveer 1650 m boven zeeniveau.

## Plaatsen in de nabije omgeving
De onderstaande figuur toont nabijgelegen plaatsen in een straal van 28 km rond Wellington.